# افيمو ومالاما
افيمو ومالاما (بالإنجليزية: Afemo Omilami)‏ هو ممثل أمريكي، ولد في 13 ديسمبر 1950 في الولايات المتحدة.

## أعمال

### أفلام
- (1994) فورست غامب
- (1999) إظهار الموتى[4]
- (1999) قوى الطبيعة[5]
- (2000) تذكر الجبابرة
- (2004) معركة ألامو
- (2015) تيرميناتور جنسايس[6][7][8][9]

## وصلات خارجية
- افيمو ومالاما على موقع IMDb (الإنجليزية)
- افيمو ومالاما على موقع ألو سيني (الفرنسية)
- افيمو ومالاما على موقع أول موفي (الإنجليزية)
- افيمو ومالاما على موقع قاعدة بيانات برودواي على الإنترنت (الإنجليزية)
- افيمو ومالاما على موقع قاعدة بيانات الأفلام السويدية (السويدية)
- افيمو ومالاما على موقع قاعدة بيانات الفيلم (الإنجليزية)
- افيمو ومالاما على موقع كينوبويسك (الروسية)